# 水冬瓜双羽節蜱
水冬瓜双羽節蜱（学名：Diptacus tristylaus）为双羽爪節蜱科双羽爪節蜱屬下的一个种。